# آنیا گاربارک
آنیا گاربارک (زاده ۲۴ ژوئیه ۱۹۷۰ در اسلو ، نروژ )  خواننده و ترانه‌سرای نروژی است. او در اسلو بزرگ شد. 

## حرفه
اولین آلبوم گاربارک، (Velkommen Inn 1992)، به زبان نروژی خوانده شده است.  او متعاقباً سه آلبوم اصلی حاوی اشعار انگلیسی منتشر کرد: حال و هوای بالون (1996)، لبخند و تکان دادن (تولید مشترک استیون ویلسون ؛ 2001)، و مختصر تکان دادن (2006).   او همچنین مسئولیت موسیقی متن فیلم Angel-A لوک بسون در سال 2005 را بر عهده داشت که شامل موسیقی از آلبوم های او و همچنین چندین آهنگ جدید بود که به طور خاص برای این فیلم ساخته شده بود. 

## زندگی شخصی
گاربارک که در اسلو بزرگ شده است، دختر ساکسیفونیست نروژی جاز به نام یان گاربارک است. 
گاربارک با جان مالیسون  ازدواج کرده است و از این ازدواج یک دختر به نام امیلی دارد  .